# Liste des députés de la préfecture d'Ehime
Cette page liste les membres de la Chambre des représentants du Japon élus dans les circonscriptions de la préfecture d'Ehime.

## 41elégislature(1996-2000)
| Circonscription |  | Député                  | Parti politique |
| --------------- |  | ----------------------- | --------------- |
| 1re             |  | Katsutsugu Sekiya (ja)  | PLD             |
| 2e              |  | Seiichirō Murakami (ja) | PLD             |
| 3e              |  | Shin'ya Ono (ja)        | PLD             |
| 4e              |  | Kōichi Yamamoto         | PLD             |

## 42elégislature(2000-2003)
| Circonscription |  | Député                  | Parti politique |
| --------------- |  | ----------------------- | --------------- |
| 1re             |  | Yasuhisa Shiozaki       | PLD             |
| 2e              |  | Seiichirō Murakami (ja) | PLD             |
| 3e              |  | Shin'ya Ono (ja)        | PLD             |
| 4e              |  | Kōichi Yamamoto         | PLD             |

## 43elégislature(2003-2005)
| Circonscription |  | Député                  | Parti politique |
| --------------- |  | ----------------------- | --------------- |
| 1re             |  | Yasuhisa Shiozaki       | PLD             |
| 2e              |  | Seiichirō Murakami (ja) | PLD             |
| 3e              |  | Shin'ya Ono (ja)        | PLD             |
| 4e              |  | Kōichi Yamamoto         | PLD             |

## 44elégislature(2005-2009)
| Circonscription |  | Député                  | Parti politique |
| --------------- |  | ----------------------- | --------------- |
| 1re             |  | Yasuhisa Shiozaki       | PLD             |
| 2e              |  | Seiichirō Murakami (ja) | PLD             |
| 3e              |  | Shin'ya Ono (ja)        | PLD             |
| 4e              |  | Kōichi Yamamoto         | PLD             |

## 45elégislature(2009-2012)
| Circonscription |  | Député                  | Parti politique |
| --------------- |  | ----------------------- | --------------- |
| 1re             |  | Yasuhisa Shiozaki       | PLD             |
| 2e              |  | Seiichirō Murakami (ja) | PLD             |
| 3e              |  | Yōichi Shiraishi (ja)   | PDJ             |
| 4e              |  | Kōichi Yamamoto         | PLD             |

## 46elégislature(2012-2014)
| Circonscription |  | Député                  | Parti politique |
| --------------- |  | ----------------------- | --------------- |
| 1re             |  | Yasuhisa Shiozaki       | PLD             |
| 2e              |  | Seiichirō Murakami (ja) | PLD             |
| 3e              |  | Tōru Shiraishi (ja)     | PLD             |
| 4e              |  | Kōichi Yamamoto         | PLD             |

## 47elégislature(2014-2017)
| Circonscription |  | Député                  | Parti politique |
| --------------- |  | ----------------------- | --------------- |
| 1re             |  | Yasuhisa Shiozaki       | PLD             |
| 2e              |  | Seiichirō Murakami (ja) | PLD             |
| 3e              |  | Tōru Shiraishi (ja)     | PLD             |
| 4e              |  | Kōichi Yamamoto         | PLD             |

## 48elégislature(2017-2021)
| Circonscription |  | Député                  | Parti politique |
| --------------- |  | ----------------------- | --------------- |
| 1re             |  | Yasuhisa Shiozaki       | PLD             |
| 2e              |  | Seiichirō Murakami (ja) | PLD             |
| 3e              |  | Yōichi Shiraishi (ja)   | PE              |
| 4e              |  | Kōichi Yamamoto         | PLD             |

## 49elégislature(2021-)
| Circonscription |  | Député                  | Parti politique |
| --------------- |  | ----------------------- | --------------- |
| 1re             |  | Akihisa Shiozaki (ja)   | PLD             |
| 2e              |  | Seiichirō Murakami (ja) | PLD             |
| 3e              |  | Takumi Ihara (ja)       | PLD             |
| 4e              |  | Junji Hasegawa (ja)     | PLD             |